# Рибець малий
Рибець малий (Vimba tenella) — вид променевих риб з родини Cyprinidae. Один з 20-ти видів роду, один з 2-х видів роду у фауні України. Раніше розглядався в ранзі підвиду Рибець малий — V. vimba tenella (Nordmann, 1840). Видовий статус потребує підтвердження.

## Морфологічні ознаки
Тіло помірно видовжене, досить високе, сплюснуте з боків. Рот маленький, нижній, півмісячний. Рило довге, м’ясисте. В анальному плавці 15–18 променів, у бічній лінії 48–58 лусок. Найбільша довжина тіла до 17,7 см, тривалість життя близько 7–8 років. Спина темно-сіра, попеляста з синюватим або зеленкуватим вилиском, боки сірувато-сріблясті, черево сріблясто- або молочно-біле. Спинний і хвостовий плавці сірі, всі інші безбарвні, іноді світло-сірі, блідо-жовті тощо.

## Поширення
Водойми західного Закавказзя та Криму. В Україні жив у гірських річках Кримського півострова (Чорна, Салгир, Біюк-Карасу).

## Особливості біології
У водоймах України практично не вивчені. Придонна зграйна жила риба. Відомо, що жила в річках, які впадають у море, з високою солоністю, тобто вона постійно знаходилася в прісній воді, в місцях зі швидкою течією та піщано-глинистим або кам'янистогальковим дном і лише під час повені, можливо, могла виходити в найбільш опріснені гирлові ділянки моря. Нерест відбувався, імовірно, у травні–червні. Живиться дрібними безхребетними тваринами.

## Загрози та охорона
Загрози: можливо, обміління річок, особливо пригирлових ділянок; забруднення води, надмірний вилов.
Заходи з охорони: заборона вилову, виявлення типових місць перебування і встановлення в них заповідного режиму. Доцільна реакліматизація. Занесений до ЧКУ (1994), списків Бернської конвенції і МСОП та Європейського червоного списку.